# サイモン・ギルバート
サイモン・ギルバート（Simon Gilbert、1965年5月23日 - ）は、イギリス出身のミュージシャン。1992年にデビューしたロックバンド、スウェードのドラマー。

## 来歴
当初は、パンク・バンド、デッド・トゥ・ザ・ワールドのドラマーとして活動していた。1990年6月まで俳優兼コメディアンのリッキー・ジャーヴェイスと一緒にロンドン大学スチューデントセントラルで働いていた。
1990年にスウェードに加入した。2003年にスウェードの活動休止を経て、2010年に同バンドが再結成を果たし、活動している。